# Dirk Bouts
Dirk Bouts (* 1410-1420, Haarlem, 6. maj, 1475, Leuven), tudi Dieric, včasih napačno imenovan Stuerbout, je bil staronizozemski slikar. Poleg cerkvenih slik je bil cenjen tudi kot portretist in je veljal za enega vodilnih slikarjev tistega časa. Bouts je bil med prvimi severnimi slikarji, ki je znal oblikovati perspektivo z enim samim očiščem (kot je vidno na njegovem oltarju Zadnje večerje).

## Življenje
Življenje Dirka Boutsa je zelo slabo dokumentirano. Veliko datacij njegovih del do leta 1450 je mogoče določiti samo s primerjavo sloga drugih slik in slikarjev. Nanj je močno vplival Rogierja van der Weydena in zdi se možno, da je bil Bouts okoli leta 1440 njegov učenec. Njegove slike tudi razkrivajo poznavanje del Jana van Eycka in Aelberta van Ouwaterja.
Okoli leta 1445 se je poročil z bogato patricijsko hčerko Catharino van der Brugghen iz Leuvena. Iz tega zakona so štirje otroci. Dva sinova, Dirk Bouts mlajši in Aelbert Bouts, sta bila spoštovana slikarja.
Dokumentirano ga je v Leuvenu mogoče zaznati šele leta 1457. Leta 1465 je bil imenovan za mestnega slikarja. Eden od najbolj znanih in podrobnih dokumentov je pogodba za pripravo oltarne slike Zadnje večerje za Bratovščino Svetega zakramenta.
Kot dokazujejo dokumenti, je bil Bouts zelo bogat meščan. Leta 1467 je bil imenovan kot pomemben predstavnik mesta. Po smrti svoje žene se je malo pred smrtjo leta 1475 drugič poročil.
V Leuvenu je delal od leta 1457 (ali morda prej) do svoje smrti leta 1475.

## Delo

### Zgodnja dela (pred letom 1464)
Boutovo najzgodnejše delo je Triptih Device Marije v Pradu (Madrid), datiran približno v leto 1445. Oltarna slika v Granadi (Capilla Real) verjetno tudi sodi v to obdobje okoli 1450–1460. Razkosan platneni oltar - zdaj v Kraljevih muzejih lepih umetnosti v Belgiji (Bruselj), muzej J. Paul Getty (Los Angeles), Narodni galeriji (London), Muzeju Norton Simon (Pasadena), in švicarski zasebni zbirki - z enakimi dimenzijami kot oltarna slika Svetega zakramenta lahko spada v to obdobje. Objokovanje (Pietà) v Louvru je še eno zgodnje delo.

### Dokumentirana dela
Zadnja večerja je osrednja tabla oltarne slike Oltar Svetega zakramenta, ki jo je leta 1464 Boutsu naročila Leuvenska bratovščina Svetega zakramenta. Vsi pravokotniki osrednje sobe (črte, ki naj bi bile zadaj in pravokotne na slikovno ravnino, in konvergirajo v očišče) vodijo do ene točke, očišča v središču police nad Jezusovo glavo. Vendar ima majhna stranska soba svoje očišče in ne ona ne očišče glavne sobe ne padeta na obzorje pokrajine, gledano skozi okna. Zadnja večerja je drugo datirano delo (po Petrusu Christusu Devica na prestolu in otrok s sv. Hieronimom in sv. Frančiškom v Frankfurtu, datirana leta 1457), ki razume in pravilno uporablja italijansko linearno perspektivo.
Znanstveniki so tudi ugotovili, da je bila Boutsova Zadnja večerja prva flamska tabla, ki je upodobila Zadnjo večerjo. V tej osrednji tabli se Bouts ni osredotočil na samo svetopisemsko pripoved, temveč je Jezusa predstavil v vlogi duhovnika, ki je posvečeval evharistično hostijo katoliške maše. To je močno v nasprotju z drugimi upodobitvami Zadnje večerje, ki so se pogosto osredotočale na izdajo ali na Jezusovo tolažbo Janeza. Bouts je prav tako prispeval k zapletenosti te slike, saj je vključil štiri služabnike (dva v oknu in dva stoječa), vsi oblečeni v flamsko nošo. Čeprav so bili nekoč identificirani kot umetnik sam in njegova dva sinova, so najverjetneje portreti članov bratovščine, odgovornih za naročilo oltarne slike. Zadnja večerja je bila osrednji del oltarne slike v cerkvi sv. Petra v Leuvenu.
Oltarna slika Svetega zakramenta ima štiri dodatne table, po dve na vsaki strani. Ker so jih v 19. stoletju odnesli v muzeje v Berlinu in Münchnu, je bila rekonstrukcija prvotne oltarne slike težka. Danes se misli, da je tabla z Abrahamom in Melhizedekom nad pashalnim praznikom na levem krilu, medtem ko je Zbiranje Mane nad Elijio in angelom na desnem krilu. Vse to so tipološki predhodniki Zadnje večerje na osrednji tabli.
Potem ko je leta 1468 dobil mesto mestnega slikarja v Leuvenu, je Bouts dobil naročilo, da naslika še dve deli za Mestno hišo. Prva je bila oltarna slika Poslednja sodba (1468–1470), ki danes obstaja le v dveh krilih kot Pot v raj in Padec prekletih v Musée des Beaux-Arts, Lille (Francija), in fragmentarno Kristusovo poprsje s centralne table v Nationalmuseumu v Stockholmu. Po tem se je posvetil večjemu naročilu za pravosodje (1470–1475), ki ga je zaposlovalo do njegove smrti leta 1475. Izpolnil je eno tablo in začel drugo, obe pa sta prikazovali življenje svetega rimskega cesarja Otona III. iz 11. st. Ti fragmenti so zdaj v bruseljskem muzeju. Preostali dve tabli nista bili dokončani. 

### Nabožne table in portreti
Številna zanesljivo Boutsu pripisana dela so majhne table z religiozno motiviko, po navadi podobo Marije z detetom. Zgodnji primer je Davisova Madona v New Yorku (Metropolitanski muzej umetnosti), katere odlični kopiji obstajata v Bargellu v Firencah in Muzejih likovne umetnosti v San Franciscu. Ta sestava sledi formuli čudežne ikone Notre-Dame-des-Grâces, ki je bila postavljena v Cambraiški stolnici (Francija) leta 1454. Devica in otrok v Narodni galeriji (London) je največja in najbolj ambiciozna take marijanske slike. Na portretnem področju je Bouts razširil tradicijo, ki so jo začeli Robert Campin, Jan van Eyck, Rogier van der Weyden in Petrus Christus. Njegov Portret moža iz leta 1462 v Narodni galeriji (London) je prvi primer portretiranca, prikazanega v tričetrtinskem pogledu pred jasno definiranim ozadjem in s pogledom v pokrajino skozi okno. Boutsu pogosto pripisujejo tudi Portret moža v Metropolitanskem muzeju umetnosti (New York), ki spominja na nekatere figure v umetnikovih poznih sodniških tablah 1470–1475. Drugi portreti, povezani z Boutsom, na primer tisti v Washingtonu (National Gallery of Art) in Antwerpnu (Royal Museum of Fine Arts), so bolj problematični.

### Glavna dela
- Objokovanje, ok. 1455-1460
- Marijino kronanje, 1450 (Gemäldegalerie der Akademie der bildenden Künste Wien)
- Portret moža, 1460 (Metropolitan Museum of Art, New York)
- Mučeništvo sv. Hipolita, 1470 (Museum der Erlöserkathedrale, Brügge)

- Polaganje v grob, morda v 1450-ih, tempera na platnu, Narodna galerija, London
- Triptih Device Marije (okoli 1445, Madrid, Muzej Prado)
- Diptih Kristus in Devica, okoli 1470-75, delavnica Dirka Boutsa
- Pasijon (okoli 1455, Granada, Museo de la Capilla Real)
- Križanje (približno 1450-60, Bruselj, Kraljevi muzeji likovnih umetnosti Belgije, Malibu, muzej J. Paul Getty, London, Narodna galerija, Pasadena, Muzej Norton Simon)
- Portret moža (1462, London, Narodna galerija)
- Ecce Agnus Dei (okoli 1462-64; München, Alte Pinakothek)
- Brabantski biser (1460, atribucija ni zanesljiva, München, Alte Pinakothek)
- Marija z otrokom (približno 1465, London, Narodna galerija)
- Triptih Mučeništvo svetega Erazma, (1450-60, Leuven, Sint-Pieterskerk, Muzej voor Kerkelijke Kunst)
- Triptih Zadnja večerja, (1467; Leuven, Sint-Pieterskerk, Muzej voor Kerkelijke Kunst)
- Pot v raj (okoli 1468, Lille, Musée Municipale)
- Paradiž in pekel (okoli 1470, Pariz, Louvre)
- Pravičnost cesarja Otona (nedokončana, 1473 in 1475, Bruselj, Musée Royaux des Beaux-Arts

## Vpliv
Primerjave slogov so podprle prepričanje Carla Georga Heisa, da se je vestfalski slikar Hinrik Funhof v Boutsovi delavnici učil. Table visokega oltarja cerkve sv. Janeza v Lüneburgu (1482-1484), ki so nastale v drugi polovici 15. stoletja, pripadajo glavnim delom spodnjesaškega slikarstva kažejo Boutsov slogovni vpliv. Za dodelitev Funhofa kot zaposlenega v Boutsovi delavnici je Heise našel prvo dokumentarno omembo leta 1475, leto Boutsove smrti.

## Dirk mlajši in Aelbrecht
Bouts se je poročil dvakrat in imel štiri otroke. Njegovi hčerki sta šli v samostan, njegova sinova pa sta postala slikarja, ki sta Boutsovo delavnico prenesla v sredo 16. stoletja. Malo je znano o starejšem sinu Diriku mlajšem, čeprav se zdi, da je nadaljeval v očetovem slogu vse do svoje zgodnje smrti leta 1491. Mlajši Aelbrecht (ali Albert) je storil enako, vendar v slogu, ki je nedvomno njegov lasten.